# Filmes de 1949 da Paramount Pictures
Em 1949, a Paramount Pictures lançou um total de 22 filmes.

## Destaques
As produções mais significativas foram:
- A Connecticut Yankee in King Arthur's Court, caprichada fantasia baseada na sátira de Mark Twain, mais um sucesso para Bing Crosby
- Bride of Vengeance, luxuosa produção de época, "recebida com indiferença mas agora um item para colecionadores de exemplares kitsch de Hollywood"[1]
- The File on Thelma Jordon, apreciado filme noir de Robert Siodmak, com Barbara Stanwyck em seu terceiro papel de assassina impiedosa na Paramount
- The Great Gatsby, drama considerado por alguns críticos a melhor adaptação do romance de F. Scott Fitzgerald e Alan Ladd o mais convincente personagem-título[1]
- The Great Lover, comédia com roteiro interessante sobre as trapalhadas de um chefe de escoteiros em um navio, mais um sucesso popular de Bob Hope
- The Heiress, aclamado drama baseado em romance de Henry James, ganhador de quatro prêmios Oscar, entre eles o de Melhor Atriz para Olivia de Havilland
- My Friend Irma, comédia notável por marcar a estreia nas telas da dupla Dean Martin & Jerry Lewis, ainda coadjuvantes, porém, mundialmente famosos na década de 1950
- Samson and Delilah, um dos maiores sucessos de sempre do estúdio, uma "pródiga aplicação da fórmula patenteada por Cecil B. DeMille: espetáculo bíblico mais sexo"[1]

## Prêmios Oscar
Vigésima segunda cerimônia, com os filmes exibidos em Los Angeles em 1949:
| Filme               | Indicações | Premiações                                                                                        |
| ------------------- | --- | ------------------------------------------------------------------------------------------------- |
| Aquatic House Party | Curta-Metragem em Live Action (1 bobina) | Curta-Metragem em Live Action (1 bobina)                                                          |
| The Heiress         | Filme Atriz (Olivia de Havilland) Ator Coadjuvante (Ralph Richardson) Diretor Fotografia (preto e branco) Direção de Arte/Decoração de Interiores (preto e branco) Trilha Sonora (filme dramático ou comédia) Figurino (preto e branco) | Atriz Direção de Arte/Decoração de Interiores Trilha Sonora (filme dramático ou comédia) Figurino |
| Roller Derby Girl   | Curta-Metragem em Live Action (1 bobina) | ---                                                                                               |

### Prêmios Especiais ou Técnicos
- Cecil B. DeMille: Oscar Especial, "pioneiro do Cinema, por seus 37 anos de brilhante trabalho"[2]
- Loren L. Ryder, Bruce H. Denney, Robert Carr e o Departamento de Som da Paramount: Prêmio Científico ou Técnico (Classe III - Certificado de Menção Honrosa), "pelo desenvolvimento e aplicação do sistema supersônico de playback"[2]
- Charles R. Daily, Steve Csillag e os Departamento de Engenharia, Musical e Editorial da Paramount: Prêmio Científico ou Técnico (Classe III - Certificado de Menção Honrosa), "por um novo método de precisão para ajustar trilhas de andamentos variáveis"[2]

## Os filmes de 1949
| Título original                             | Título PT/BR            | Título PT/PT          | Astros                                | Diretor          |
| ------------------------------------------- | ----------------------- | --------------------- | ------------------------------------- | ---------------- |
| Alias Nick Beal                             | O Enviado de Satanás    | Tentação do Diabo     | Ray Milland, Audrey Totter            | John Farrow      |
| Bride of Vengeance                          | O Veneno dos Bórgias    | Lucrécia Bórgia       | Paulette Goddard, John Lund           | Mitchell Leisen  |
| Captain China                               | Capitão China           |                       | John Payne, Gail Russell              | Lewis Foster     |
| Chicago Deadline                            | Caminhos Sem Fim        |                       | Alan Ladd, Donna Reed                 | Lewis Allen      |
| A Connecticut Yankee in King Arthur's Court | Na Corte do Rei Artur   | Na Corte do Rei Artur | Bing Crosby, Rhonda Fleming           | Tay Garnett      |
| Dear Wife                                   | Brotinho Infernal       |                       | William Holden, Joan Caulfield        | Richard Haydn    |
| Dynamite                                    | O Túnel da Morte        |                       | William Gargan, Virginia Welles       | William Pine     |
| El Paso                                     | Barreiras de Sangue     |                       | John Payne, Sterling Hayden           | Lewis Foster     |
| The File on Thelma Jordon                   | A Confissão de Thelma   | Duas Confissões       | Barbara Stanwyck, Wendell Corey       | Robert Siodmak   |
| The Great Gatsby                            | Até o Céu Tem Limites   | Cruel Mentira         | Alan Ladd, Betty Field                | Elliott Nugent   |
| The Great Lover                             | O Gostosão              | O Grande Tenório      | Bob Hope, Rhonda Fleming              | Alexander Hall   |
| The Heiress                                 | Tarde Demais            |                       | Olivia de Havilland, Montgomery Clift | William Wyler    |
| Manhandled                                  | Numa Noite Sombria      |                       | Dorothy Lamour, Sterling Hayden       | Lewis Foster     |
| My Friend Irma                              | A Amiga da Onça         | A Minha Amiga Irma    | John Lund, Marie Wilson               | George Marshall  |
| Red, Hot and Blue                           | Brasa Viva              | Brasa Viva            | Betty Hutton, Victor Mature           | John Farrow      |
| Rope of Sand                                | Zona Proibida           |                       | Burt Lancaster, Paul Henreid          | William Dieterle |
| Samson and Delilah                          | Sansão e Dalila         | Sansão e Dalila       | Victor Mature, Hedy Lamarr            | Cecil B. DeMille |
| Song of Surrender                           | Pecado de Amar          | A Grande Paixão       | Wanda Hendrix, Claude Rains           | Mitchell Leisen  |
| Sorrowful Jones                             | A Menina dos Meus Olhos | A Menina Mágica       | Bob Hope, Lucille Ball                | Sidney Lanfield  |
| Special Agent                               | Agente Especial         |                       | William Eythe, Laura Elliott          | William Pine     |
| The Streets of Laredo                       | Mosqueteiros do Mal     |                       | William Holden, MacDonald Carey       | Leslie Fenton    |
| Top o' the Morning                          | O Bom Velhinho          | O Bom Velhote         | Bing Crosby, Barry Fitzgerald         | David Miller     |